# Palazzo di Maffeo Barberini
Il palazzo di Maffeo Barberini è un edificio di Firenze, situato in piazza Santa Croce 5, angolo via Giovanni da Verrazzano.

## Storia e descrizione
L'identificazione del palazzo noto come Barberini non è chiara, dato che il repertorio di Bargellini e Guarnieri lo indica sulla cantonata di via Giovanni da Verrazzano (al n. 5, appunto) mentre Walther Limburger lo identifica con quello al n. 8, segnato, come annota lo studioso, da un'altana coperta. 
Probabilmente non vi sono errori nelle diverse indicazioni, stando a quanto scrive Marco Lastri alla fine del Settecento: "le case dei Barberini o da Barberino eran sulla stessa piazza dirimpetto all'Antella, e ve ne son parecchie, le quali conservano ancora il patronato medesimo". Nell'uno e nell'altro caso si tratta di edifici fortemente rimaneggiati tra Settecento e Ottocento, con scarse memorie della storia antica. 
Il palazzo ricondotto ai Barberini, comunque, appartenne inizialmente alla famiglia Doffi, che lo appigionò nel 1531 a Domenico Borghini (padre degli eruditi Raffaello e Vincenzo) per poi venderlo, nel 1551, ai Barberini. A seguito di tali circostanze qui nacque, nel 1568, Maffeo Barberini, successivamente papa col nome di Urbano VIII, e suo fratello Antonio, vescovo di Sinigaglia. Successivamente la proprietà è passata alla famiglia Corsini. In relazione a tali proprietà e nascite l'edificio ha sempre goduto di notevoli segnalazioni nelle guide cittadine, ma anche in questo caso senza indicazioni su caratteri architettonici che consentano di individuarlo con precisione.